# Irmgard Praetz

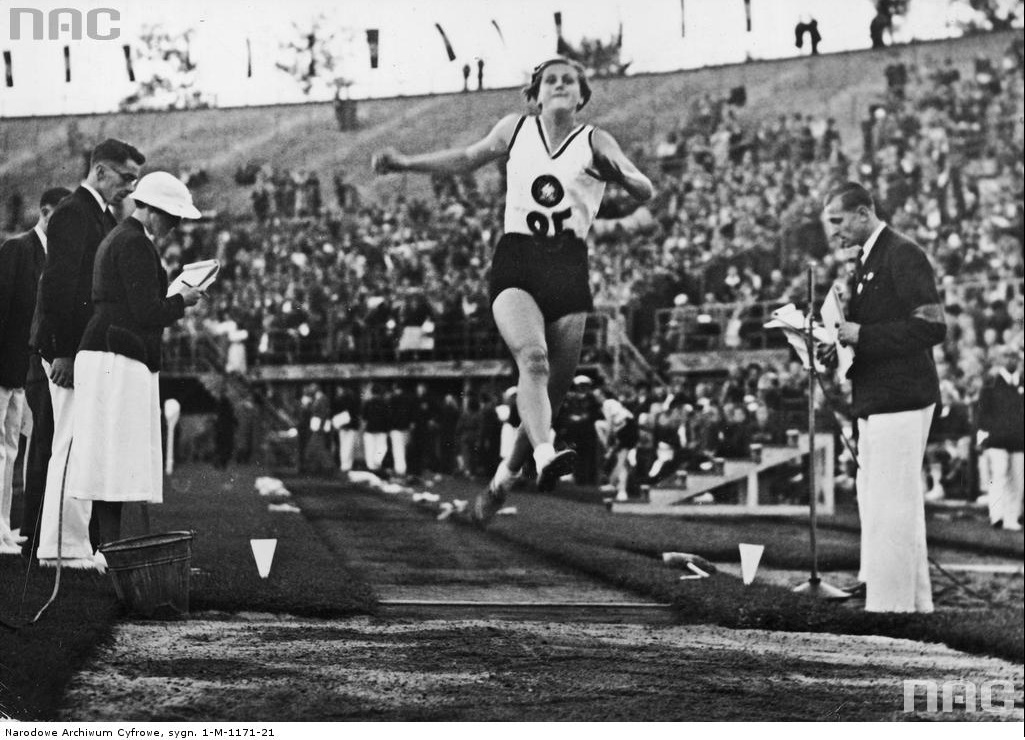
Irmgard Praetz, Europameisterschaften 1938

Irmgard Praetz (* 9. August 1920 in Salzwedel; † 7. November 2008 in Garching bei München) war eine deutsche Leichtathletin, die bei den Europameisterschaften 1938 in Wien die Goldmedaille im Weitsprung gewann (ungültig – 5,72 – 5,73 – 5,76 – 5,88 m – 5,79).
Bei den Deutschen Meisterschaften in Breslau wurde sie 1938 mit 5,68 m Erste im Weitsprung, 1940 Zweite mit 5,46 m.
1950 folgte der DDR-Meistertitel im Fünfkampf. Irmgard Römer, geb. Praetz, startete für den Sportverein TV Friedrich Ludwig Jahn Salzwedel. In ihrer aktiven Zeit war sie 1,76 m groß und 67 kg schwer.
Sie trug den Namen ihrer Heimatstadt Salzwedel nach Europa hinaus. Die Sportlerin war eine begeisterte Leichtathletin und behielt diese Begeisterung für den Sport bis ins hohe Alter.